# Sieboldius gigas
Sieboldius gigas – gatunek ważki z rodziny gadziogłówkowatych (Gomphidae).